# أرماندو مارتينيز (سياسي)
أرماندو مارتينيز هو سياسي أمريكي، ولد في 6 يناير 1976 في ويسلاكو في الولايات المتحدة. نشط حزبياً في الحزب الديمقراطي. وقد انتخب عضو مجلس نواب تكساس ‏.

## وصلات خارجية
- الموقع الرسمي